# Piknometr

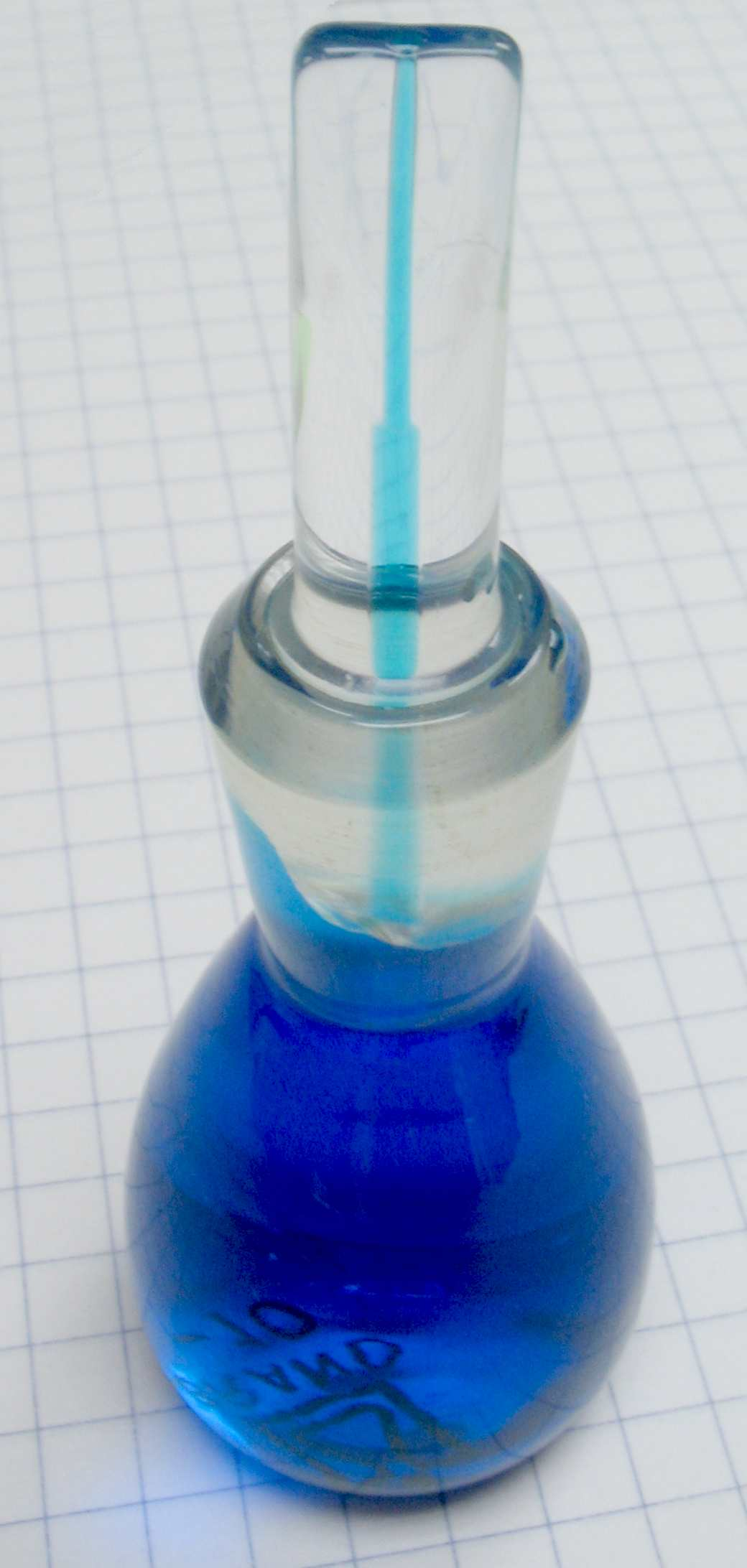
Piknometr wypełniony niebieską cieczą

Piknometr (od gr. πυκνός „gęsty” i μέτρον „miara”) – naczynie szklane, które pozwala na dokładny pomiar masy cieczy przy ściśle określonej objętości. Metoda piknometryczna jest jednym z najprostszych sposobów wyznaczania gęstości cieczy (metod densymetrycznych).
Kluczowym elementem piknometru jest korek szlifowy z zatopioną rurką kapilarną, która umożliwia łatwą obserwację poziomu cieczy umieszczonej w naczyniu. Przed pomiarem piknometr celowo lekko przepełnia się analizowaną cieczą, po czym zamyka się go szczelnie korkiem i termostatuje. Nadmiar cieczy wypływający przez kapilarę usuwa się bibułą. Następnie umieszcza się przyrząd na wadze i szybko mierzy jego masę. W czasie pomiaru masy, na skutek kurczenia się objętości cieczy jej poziom zazwyczaj wyraźnie spada w kapilarze, nie ma to jednak znaczenia o ile w momencie kładzenia przyrządu na wadze był on całkowicie napełniony i miał właściwą temperaturę. Dzięki małej średnicy kapilary parowanie z niej cieczy nie ma istotnego wpływu na wynik pomiaru.
Piknometry trudno jest stosować do niskowrzących cieczy, gdyż wtedy parowanie z kapilary zaczyna mieć wpływ na wynik pomiaru. Pomiar piknometrem substancji silnie toksycznych oraz wchodzących łatwo w reakcję z tlenem lub wilgocią wymaga zastosowania wagi i termostatu umieszczonych w komorze rękawicowej.